# Älghund

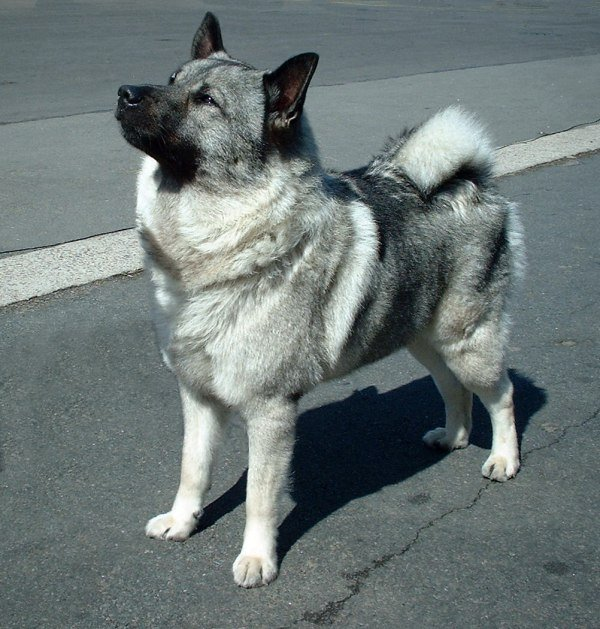
Norsk älghund, grå

Älghundar är sju hundraser av spetshundar som räknas till de nordliga jaktspetsarna. Deras främsta användningsområde är älgjakt. Tre andra raser av nordlig jaktspets, de ryska och sibiriska lajkorna, används både till älgjakt och som skällande fågelhundar.
Det vanligaste jaktsättet med älghund är jakt med löshund, vilket innebär att en hundförare släpper hunden när denna fått upp ett färskt doftspår som den sedan kan följa. När hunden fått kontakt med viltet börjar den skälla för att få viltet att stå kvar så att jägaren kan smyga fram för ett säkert skott. Därför kallas sådana hundar för ställande hundar. Skallet som älghunden ger vid kontakten med viltet kallas ståndskall. Inte bara älg utan även björn, lo och vildsvin kan jagas på detta sätt.
Ett annat sätt att jaga med älghund är som ledhund. Föraren följer då hunden i lina som under tystnad söker viltet genom att vittring driver med vindarna.

## Älghundar
- Hedehund
- Hälleforshund
- Jämthund
- Karelsk björnhund
- Norsk älghund, grå (gråhund)
- Norsk älghund, svart
- Svensk vit älghund

## Lajkor
- Rysk-europeisk lajka
- Västsibirisk lajka
- Östsibirisk lajka